# Перевал (часопис)
«Перевал» — літературний і суспільно-політичний часопис, заснований у 1991 році Івано-Франківською обласною радою та НСПУ. У 2019 році вийшов сотий випуск. Головний редактор Ярослав Ткачівський.
Метою журналу є популяризація україномовних творів письменників Прикарпаття; знайомство з новими авторами та їх популяризація. Видання налічує 15 рубрик, серед яких - «Проза», «Поезія», «Постаті», «Письменницькі медитації», «Дебют у Перевалі», «Гордість нації», «Слово про слово» та ін.

## Історія
У 2018 році обласна рада Івано-Франківська вийшла зі складу співзасновників і перестала фінансувати видання.